# Kento Sakuyama
Kento Sakuyama (作山 憲斗, Sakuyama Kento; Iiyama, 3 juli 1990) is een Japans schansspringer. Zijn debuut in de individuele wereldbeker was op 16 januari 2010. Zijn beste resultaat is een achttiende plaats.

## Carrière

### Vroegere jaren
In 2009 springt Sakuyama voor het eerst goed genoeg om opgenomen te worden in het Japanse team voor de teamwedstrijd voor de wereldbeker van 2008/2009 in Oberstdorf.
In 2010 volgt het debuut in een individuele wereldbekerwedstrijd; hij mag springen in de twee wereldbekerwedstrijden te Sapporo, in eigen land. Hierbij weet hij eenmaal de finaleronde te bereiken: hij wordt eenentwintigste.
2011 verloopt voor Sakuyama een stuk minder goed; hij behoort niet tot de extra Japanse schansspringers die deel mogen nemen aan de wereldbekerwedstrijden te Sapporo, zoals dat het vorige jaar wel gelukt was.
In 2012 weet hij wel weer door te dringen tot de wereldbekerwedstrijden te Sapporo. Hij kan echter geen potten breken en weet geen van beide keren in de finaleronde terecht te komen.

### 2012/2013
Later in 2012 blijkt voor het eerst dat Sakuyama meer potentieel heeft dan slechts deelnemen aan de thuiswedstrijden: hij wordt voor een aantal wereldbekerwedstrijden in de Japanse ploeg opgenomen. Hij stelt echter teleur, daar hij slechts eenmaal de finaleronde weet te bereiken. Na het Vierschansentoernooi blijkt hij geen enkele keer in de gewone wedstrijd terecht te zijn gekomen. Sapporo wordt voor hem de afsluiting van het seizoen wat de wereldbeker betreft: hij komt eenmaal in de finaleronde.

### 2013/2014
De wereldbeker 2013/2014 wordt voor hem een uiterst mager seizoen: slechts bij de wereldbekerwedstrijden in Planica 2014 is hij aanwezig. Ook in de Continental Cup maakt hij in deze tijd geen wedstrijdsprongen. Sakuyama weet dan ook geen eindklassering in de wereldbeker neer te zetten voor dit seizoen.

### 2014/2015
Na tijdens de eerste wereldbekerwedstrijden van het seizoen afwezig te zijn geweest, wordt hij voor de wedstrijden te Nizhny Tagil eindelijk weer eens opgenomen in de wereldbekerselectie. In beide wedstrijden weet hij de finaleronde te bereiken en dat blijkt genoeg om de rest van het seizoen in de wereldbeker te mogen springen. Ook kan hij eindelijk deelnemen aan het prestigieuze Vierschansentoernooi. Op 10 maart 2015 weet hij in de wereldbeker zijn beste prestatie tot nu toe neer te zetten: hij wordt achttiende in Kuopio. Dit resultaat heeft hij tot op heden nooit meer overtroffen.

### 2015/2016
In 2015 heeft Sakuyama zijn droomjaar: hij weet de Summer Grand Prix op zijn naam te schrijven. Hij behaalt elf toptienplaatsen, waarvan vier podiumplaatsen en één overwinning: op 30 augustus te Hakuba. Hoewel hij het hele seizoen in de wereldbekerselectie blijft, weet hij deze lijn niet door te trekken.

### 2016/2017
Het seizoen 2017 verloopt voor Sakuyama uiterst teleurstellend; hij slaagt er slechts tweemaal in om een finaleronde te bereiken, beide malen in Ruka. Na deze openingswedstrijden komt hij niet meer in het spel voor. Hij springt lang niet alle wedstrijden en slechts in Bischofshofen weet hij een resultaat neer te zetten, echter opnieuw niet in een finaleronde. Aan het eind van het seizoen blijkt hij zijn laatste wedstrijd in Pyeongchang gesprongen te hebben. Na deze voortijdige afbraak van het seizoen wordt hij in de eindstand van de wereldbeker teruggevonden op een gedeelde plaats 62.

## Belangrijkste resultaten

### Wereldkampioenschap skivliegen
| Jaar | Plaats                   | Resultaten |
| ---- | ------------------------ | ---------- |
| 2016 | Tauplitz/Bad Mitterndorf | 31e HS225  |

### Wereldkampioenschap
| Jaar | Plaats | Resultaten          |
| ---- | ------ | ------------------- |
| 2017 | Lahti  | 40e HS100 50e HS130 |

### Wereldbeker
Eindklasseringen
| Seizoen   | Algm | SV  | 4S  | RAW |
| --------- | ---- | --- | --- | --- |
| 2009/2010 | 71e  | -   | -   |     |
| 2012/2013 | 68e  | -   | -   |     |
| 2014/2015 | 49e  | 45e | 41e |     |
| 2015/2016 | 47e  | -   | 30e |     |
| 2016/2017 | 62e  | -   | 58e | 66e |
| 2017/2018 | -    | -   | 64e | -   |

### Grand-Prix
Eindklasseringen
| Jaar | Plaats |
| ---- | ------ |
| 2008 | 32e    |
| 2009 | 59e    |
| 2011 | 78e    |
| 2012 | 30e    |
| 2013 | 70e    |
| 2014 | 29e    |
| 2015 | Goud   |
| 2016 | 37e    |

Zeges
| Datum            | Plaats | Schans |
| ---------------- | ------ | ------ |
| 30 augustus 2015 | Hakuba | HS131  |